# Анше, Мишель
Мишель Анше (фр. Michelle Anches, ? — 1926) — самозванка, выдававшая себя за великую княжну Татьяну Николаевну, «чудом спасшуюся от расстрела».
Подлинное имя и происхождение самозванки остались неизвестными. Первые сведения о ней относятся к 1923 году когда она, по уверениям одного из своих приверженцев, появилась в Сибири, и до 1924 года проживала там в неназванном городе в одной из гостиниц.
В 1925 году перебралась во Францию, где поселилась в одном из пригородов Парижа. Сама Мишель Анше уверяла, что в ближайшее время собирается встретиться с вдовствующей императрицей Марией Федоровной, чтобы ей одной предъявить «неопровержимые доказательства» своего происхождения, до какового момента наотрез отказывалась говорить о том, как ей удалось бежать из Екатеринбурга.
В начале 1926 года Мишель Анше погибла при невыясненных обстоятельствах, её тело было найдено в доме, где она проживала. Подробности убийства (или самоубийства) полицией не афишировались, отсюда возник упорный слух, что до «выжившей Татьяны» добрались большевики — впрочем, некоторые исследователи склоняются к мысли, что речь шла о «дележке» предполагаемых романовских вкладов в зарубежные банки, ради которых и была затеяна вся игра с самозванкой, внешне действительно напоминающей великую княжну Татьяну.
Так или иначе, после её гибели в доме были найдены книги на французском, английском и русском языках. Полицейская проверка выяснила, что паспорт на имя Мишель Анше был фальшивым.
В 1933 году один из немногих приверженцев Анше, некто Франциск Брюне (Francisc Brunet) выступил со следующим заявлением:
Я был знаком с великой княжной Татьяной! Я служил швейцаром в одной из сибирских гостиниц, и однажды, точнее, в октябре 1923 г., мимо меня прошла молодая женщина аристократической внешности. Я не знал, как её зовут. Но через некоторое время, она назвалась сама — Мишель Анше. Бывало, я говорил с ней по-русски и по-французски. Мишель свободно говорила на обоих этих языках. Как-то я спросил, из какой она семьи, и она задрожала и разрыдалась. Затем, успокоившись, она сказала упавшим голосом: «Я происхожу из аристократической российской семьи, несправедливо казненной злодеями. Думаю, вы понимаете, о какой семье идет речь!». Вначале я не поверил ей, но спустя какое-то время я наткнулся в газете на фотографии Российской императорской фамилии. Среди прочих там была фотография Татьяны. Именно тогда я догадался, что Мишель была на самом деле Татьяной, второй дочерью последнего российского царя. Я уже собрался навестить её, когда узнал, что Мишель уже уехала. Она отправилась к «бабушке» в Париж. Я молил Бога, чтобы Мария признала внучку. Но через год, я узнал, что Мишель нашли мертвой в пригороде Парижа.